# ري يونغ جيك
ري يونغ جيك (8 فبراير 1991 اليابان - ) هو لاعب كرة قدم كوري شمالي، شارك في كأس آسيا 2015.

## روابط خارجية
- ري يونغ جيك على موقع رابطة كرة القدم اليابانية للمحترفين (اليابانية)
- ري يونغ جيك على موقع دوري كوريا الجنوبية (الإنجليزية)
- ري يونغ جيك على موقع قاعدة بيانات كرة القدم.إي يو (الإنجليزية)
- ري يونغ جيك على موقع ناشيونال فوتبول تيمز (الإنجليزية)
- ري يونغ جيك على موقع Soccerway.com (الإنجليزية)
- ري يونغ جيك على موقع عالم كرة القدم.نت (الإنجليزية)